# Allophylus montanus
Allophylus montanus är en kinesträdsväxtart som beskrevs av Brother Alain. Allophylus montanus ingår i släktet Allophylus och familjen kinesträdsväxter. Inga underarter finns listade i Catalogue of Life.